# صالح بن عبد الكريم الجعفري
صالح بن عبد الكريم بن صالح الجعفري (1908 - 21 أغسطس 1979) شاعر عراقي. ولد بالنجف ونشأ يتمياً بكفالة خاله. تعلّم علوم الدين واللغة العربية. عيّن مدرساً في بلدته. ثم انتقل إلى بغداد وأقام بها. نشرت شعره بعد وفاته في ديوان الجعفري وله مقالات في الصحف العراقية كان يوقّعها بأسماء مستعارة. كفّ بصره عام 1956 وأحيل على التقاعد عام 1960. توفي في بغداد ودفن في النجف، مسقط رأسه.

## سيرته
هو صالح بن عبد الكريم بن صالح بن مهدي بن علي بن جعفر الكبير كاشف الغطاء المالكي النجفي المعروف الجعفري. ولد سنة 1325 هـ/ 1908 م في النجف بالعراق ونشأ بها. ولقب كاشف الغطاء هو اسم لكتاب ألّفه الشيخ جعفر جد المترجم له واتخذ لقب الجعفري تحبباً بجده. نشأ صالح يتمياً بكفالة خاله ودرس وتعلم فنون اللغة والمنطق والفقه الجعفري في معاهد النجف العلمية فقد قرأ العلوم الأدبية والشرعية على مهدي الحجار وحميد نجف ومحمد تقي صادق وحضر بحث محمد رضا كاشف الغطاء واشتهر بالشعر وأجاد في نظمه وأبدع وكان أستاذ الأدب والتاريخ العربي والفارسي وكان يدعو إلى الجديد في الفكر. انتخب أمين سر لجمعية الرابطة الأدبية في النجف وهو أحد مؤسسيها. له بحوث كثيرة منشورة في الصحف العراقية والعربية. وعين مدرساً في ثانوية النجف سنة 1935، دون أن يستند إلى شهادة رسمية بل إلى أهليته العلمية. كفّ بصره عام 1956 وأحيل على التقاعد عام 1960.

توفي في بغداد في 21 أغسطس 1979 ونقل جثمانه إلى النجف حيث مدفنه وأعقب رياض وأمير وعلاء وأزهر.

## شعره
يرى بعض النقاد أن للجعفري أربع مراحل في حياته الأدبية، الأولى من الولادة إلى 1925 وفيها كتب أولى قصائده. والثانية من 1925 حتى 1935 وفيها برز نشاطه الثقافي ونشر فيها رباعياته المتميزة وموشحاته. والثالثة من 1935 حتى 1956 وساد فيها صمته وتفرغه لتعليم الجيل الجديد. والرابعة من 1956 حتى 1979 وفيها انتقل إلى بغداد وعاد إلى كتابة الشعر.

ذكره عبد العزيز البابطين في معجمه وقال عنه «نظم القصيدة والموشحة، ونوّع في أوزان القصائد بما يناسب موضوعها، كما تبنى مواقف اجتماعية تنتصر للعصرية، وبخاصة في قضية المرأة والحجاب، وله شعر وطني، وصوفي، وغزل رمزي، وقد كتب المزدوج والمثلث والرباعية، أما قصائده الموحدة القافية فقد يميل بعضها إلى الطول، وفي هذا دليل على تمكنه اللغوي واقتداره على تصريف المعاني.» 